# Mike Gommeringer

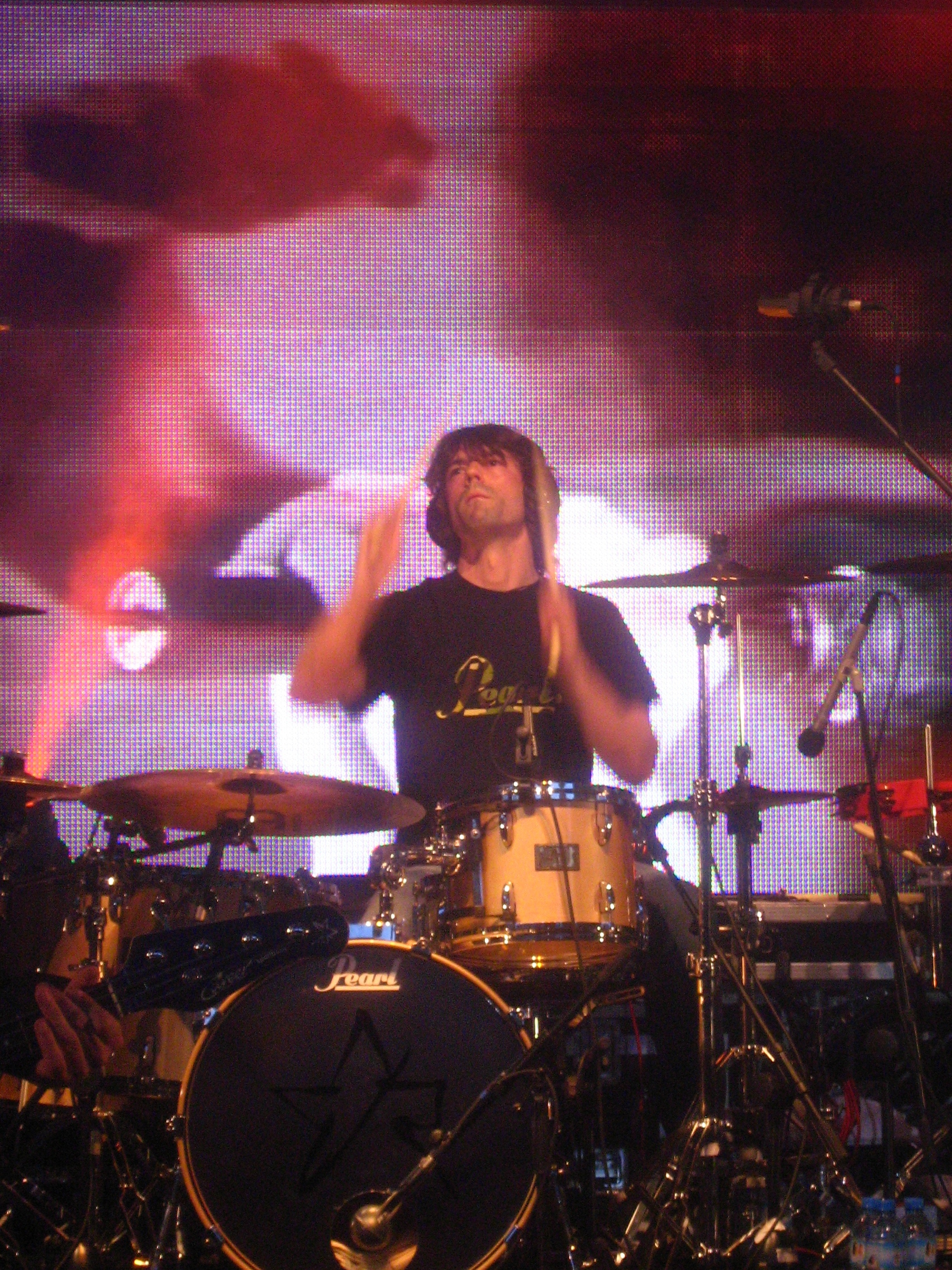
Mike Gommeringer in Stettin, Polen (2008)

Mike „Gomezz“ Gommeringer (* 25. September 1973) ist ein deutscher Schlagzeuger und ein ehemaliges Mitglied der Band Reamonn.

## Leben
Mike Gommeringer wuchs in Eigeltingen bei Stockach am Bodensee auf. Sein Vater brachte ihn zur Musik und schickte ihn zum Schlagzeugunterricht. Mit 15 war Gommeringer in einer Band, die sich jedoch kurze Zeit später wieder auflöste. 1996 spielte er bei der Band Kindtot vor und wurde deren Schlagzeuger. Wegen gesundheitlicher Probleme musste er Kindtot wieder verlassen.
Im November 1998 reagierte er auf eine Anzeige von Rea Garvey und der Grundstein für die Band Reamonn wurde gelegt.
Er mischt verschiedene Stockhaltungen und -techniken und kreiert so seinen eigenen Stil am Schlagzeug. Sein Markenzeichen sind die Ohrenstöpsel, die er immer beim Spielen trägt, um so dem Tinnitus Einhalt zu gebieten.
Er besitzt eine große Vinyl- und CD-Sammlung. Sie umfasst über 20.000 Platten. Außerdem sammelt er Snare-Drums.
2008 heiratete Gommeringer Julia Falck vom Hamburger Verein Dunkelziffer, welche die Band Reamonn mit ihrer Stiftung „Saving An Angel“ unterstützte.

## Projekte
Mike Gommeringer veröffentlichte im Juli 2005 die CD Gomezz presents: Funky Drumming.
Seit Ende 2010 gehört er zur neuen Band Stereolove, die die Reamonn-Band mit dem Sänger Thomas Hanreich gründete.